# Éric N'Gapeth
Éric Ngapeth est un ancien joueur désormais entraîneur franco-camerounais de volley-ball, né le 17 juillet 1959, à Douala (Cameroun). Il mesure 1,87 m et jouait central. Il fut international camerounais puis français. Il est le père d'Earvin et de Swan, joueurs professionnels de volley-ball.

## Joueur

### Clubs
| Club            | De        | À         |
| --------------- | --------- | --------- |
| CSM Clamart     | 1978-1979 | 1980-1981 |
| Asnières Sports | 1981-1982 | 1983-1984 |
| AS Fréjus       | 1984-1985 | 1989-1990 |
| AS Cannes       | 1990-1991 | 1991-1992 |

### Palmarès
- Championnat d'Europe
  - Finaliste : 1987.
- Ligue des Champions
  - Finaliste : 1990.
- Championnat de France (5)
  - Vainqueur : 1984, 1987, 1988, 1989, 1991.
  - Finaliste : 1980, 1982, 1983, 1986, 1990.
- Coupe de France (4)
  - Vainqueur : 1984, 1986, 1987, 1989.
  - Finaliste : 1988, 1991, 1992.
- Championnat de France Junior (1)
  - Vainqueur : 1979.

## Entraîneur

### Clubs
| Club              | De        | À         |
| ----------------- | --------- | --------- |
| AS Cannes         | 1991-1992 | 1991-1992 |
| AS Monaco         | 1992-1993 | 1995-1996 |
| PSG-Asnières      | 1996-1997 | 1997-1998 |
| Stade poitevin    | 1998-1999 | 1999-2000 |
| Cameroun          | 2000-2001 | 2002-2003 |
| AS Cannes         | 2000-2001 | 2000-2001 |
| AS Fréjus         | 2001-2002 | 2002-2003 |
| Paris Volley      | 2003-2004 | 2004-2005 |
| GFCO Ajaccio      | 2005-2006 | 2005-2006 |
| Tours Volley-Ball | 2008-2009 | 2010-2011 |
| Kouzbass Kemerovo | Sep. 2013 | Fév. 2014 |
| CS Sfaxien        | 2014-2015 | 2014-2015 |
| Grand Nancy VB    | 2021      | 2023      |

### Palmarès
- Championnat de France (2)
  - Vainqueur : 1999, 2010
  - Finaliste : 2000, 2011
- Coupe de France (4)
  - Vainqueur : 2004, 2009, 2010, 2011
  - Finaliste : 1992
- Supercoupe d'Europe (1)
  - Vainqueur : 2004